# Marysinek (Sochaczew)
Pour les articles homonymes, voir Marysinek.
Marysinek [marɨˈɕinɛk] est un village polonais de la gmina de Nowa Sucha dans le powiat de Sochaczew et dans la voïvodie de Mazovie[réf. nécessaire].